# John Bonello
John Bonello (* 10. Mai 1958) ist ein ehemaliger maltesischer Fußball-Torwart.
Bonello bestritt in der Saison 1980/81 sechs Spiele für den SC Herford in der 2. Bundesliga Nord. Am 32. sowie vom 34. bis zum 39. Spieltag vertrat er den Stammtorwart Manfred Recknagel. Dabei gelang bei vier Niederlagen und zwei Remis kein Sieg und Bonello kassierte 14 Gegentore. Nach dieser Serie von Spielen wurde der 1,90 Meter große Bonello nicht wieder in einer deutschen Profiliga eingesetzt. Am Saisonende belegte Herford den 16. Tabellenplatz.
Auf Malta spielte Bonello für Ħamrun Spartans und die Hibernians Paola.
Außerdem spielte Bonello in den 1980er-Jahren für die maltesische Fußballnationalmannschaft. Am 21. Dezember 1983 kassierte er in einem Qualifikationsspiel zur Fußball-Europameisterschaft 1984 gegen die spanische Nationalmannschaft 12 Tore. Im Jahre 2006 brachte die Brauerei Amstel einen Werbespot zu diesem Ereignis heraus, in dem Bonello in parodierender Weise sich selber spielt.